# إنكارية

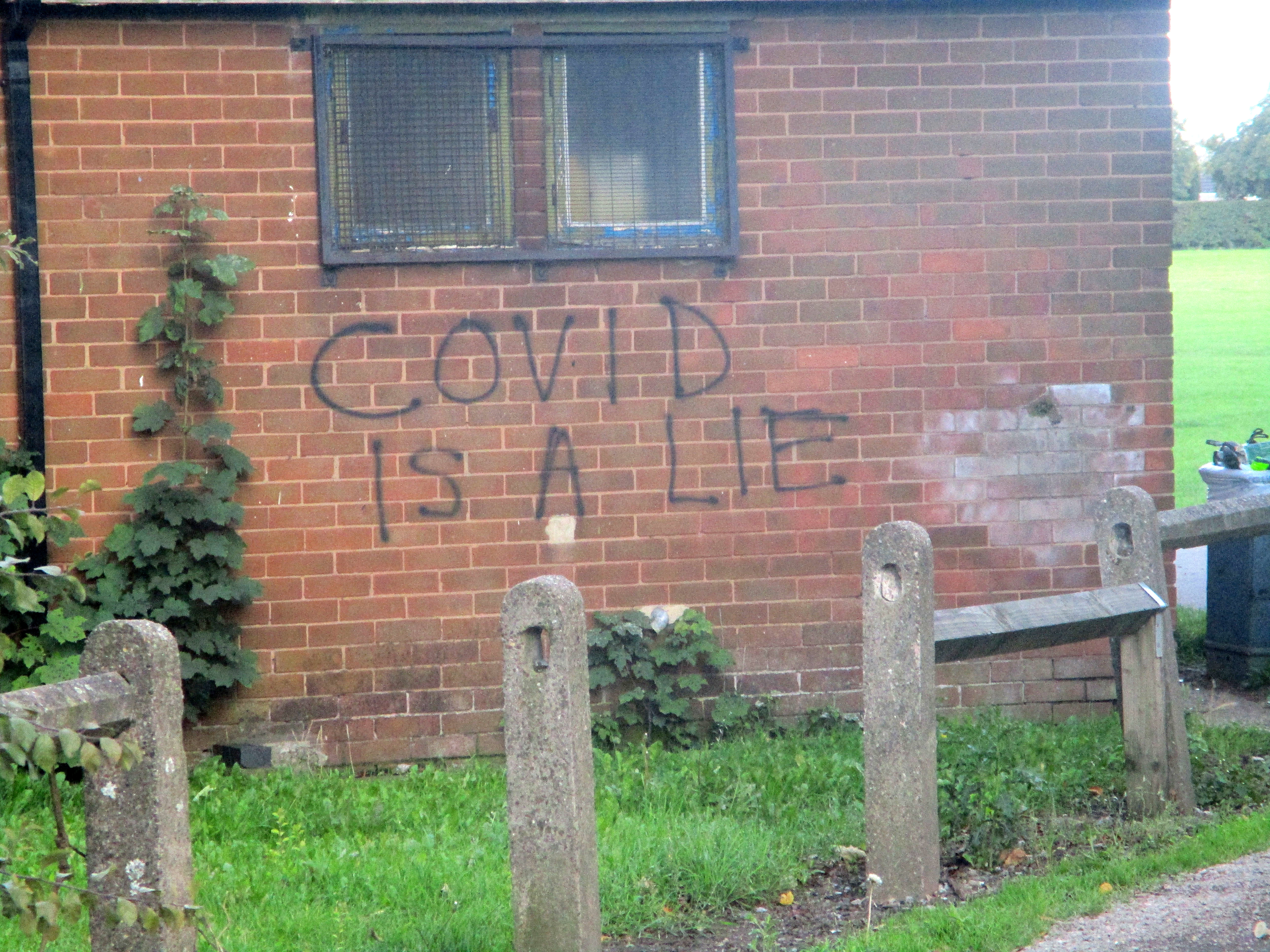

في علم نفس السلوك البشري، فإن الإنكار (1) هو اختيار الشخص لإنكار الواقع كوسيلة لتجنب الحقيقة غير المريحة من الناحية النفسية.  الإنكار هو عمل غير عقلاني أساسي يحجب التحقق من تجربة أو حدث تاريخي، عندما يرفض الشخص قبول حقيقة يمكن التحقق منها بدليل تجريبي. 
في العلوم، يُعتبر الإنكار رفْضَ الحقائق والمفاهيم الأساسية التي لا جدال فيها، وهي أجزاء مدعومة جيدًا من الإجماع العِلمي حول موضوع ما، لصالح الأفكار المتطرفة والمثيرة للجدل.  مصطلحَا إنكار الهولوكوست وإنكار الإيدز يصفَان إنكار الحقائق وواقع الموضوعات،  ويصف مصطلح إنكار تغير المناخ وإنكار الإجماع العِلمي على أن التغير المناخي لكوكب الأرض هو حقيقي حدث يحدث في المقام الأول بسبب النشاط البشري. تمثّل أشكال الإنكار السمة المشتركة للشخص الذي يرفض الأدلة الغالبة ويصيّر الجدل السياسي بمحاولات لإنكار وجود إجماع.  
تشمل الدوافع وأسباب الإنكار الدين والمصالح الذاتية (الاقتصادية أو السياسية أو المالية) ويمكن انكار العنف والاضطهاد في المجتمعات بسبب عدم مواجهتها وجعل المجرم ضحيه وتهدف الحيل الدفاعية إلى حماية نفسية المنكر من الحقائق والأفكار المزعجة عقليًا.  

## علمي

### الإيدز
إنكار مرض الإيدز هو إنكار أن فيروس نقص المناعة البشرية (HIV) هو سبب متلازمة نقص المناعة المكتسب (الإيدز). تم وصف إنكار مرض الإيدز على أنه "من بين أكثر حركات إنكار العلم صوتًا. يرفض بعض من ينكرون وجود فيروس نقص المناعة البشرية، بينما يقبل آخرون بوجود الفيروس ولكنهم يقولون إنه فيروس مسافر غير ضار وليس سبب الإيدز. وبقدر ما يعترف المنكرون للإيدز كمرض حقيقي، فإنهم يعزون ذلك إلى بعض من مزيج تعاطي المخدرات الترفيهي وسوء التغذية وسوء الصرف الصحي والآثار الجانبية للأدوية المضادة لفيروسات النسخ العكسي، بدلاً من الإصابة بفيروس نقص المناعة البشرية. ومع ذلك، فإن الأدلة على أن فيروس نقص المناعة البشرية يسبب مرض الإيدز هي قاطعة علمياً  وأن المجتمع العلمي يرفض ويتجاهل ادعاءات إنكار مرض الإيدز على أساس التفسير الخاطئ والتقاطية وتشويه البيانات العلمية التي عفا عليها الزمن بشكل أساسي.  مع رفض المجتمع العلمي لهذه الحجج، تنتشر الآن مواد إنكار مرض الإيدز بشكل رئيسي عبر الإنترنت.
تبنى ثابو مبيكي، الرئيس السابق لجنوب إفريقيا، فكرة إنكار مرض الإيدز، وأعلن أن مرض الإيدز هو السبب الرئيسي للفقر. توفي حوالي 365,000 شخص بسبب الإيدز خلال فترة رئاسته؛ تشير التقديرات إلى أنه يمكن الوقاية من حوالي 343000 حالة وفاة مبكرة لو توفر العلاج المناسب.

### تغير المناخ
ساهمت بعض الشركات العالمية مثل إكسونموبيل، في صناعة جماعات من المواطنين الزائفين وهيئات علمية زائفة، لكي تدعي أن علم الاحتباس الحراري غير حاسم، وفقًا للنقد الذي قدمه جورج مونبيوت. ولم تنكر إكسونموبيل المساهمات المالية التي قدمتها، وصرح المتحدث باسم الشركة أن الدعم المالي الذي قدمته الشركة للتقارير العلمية لا يعني أنه أثر في نتائج تلك الدراسات. إن إعادة تدوير هذا النمط من نظرية المؤامرة التي ليس لها مصداقية، فيشتت الانتباه عن التحدي الحقيقي الذي نواجهه: كيف يمكن التزود بالطاقة اللازمة لتحسين مستويات المعيشة العالمية، بينما تنخفض انبعاثات الغاز الدفيئة أيضًا؟ ونشرت مجلتا النيوزويك ومذر جونز مقالات تشير إلى تمويل الشركات لصناعة الإنكار. ويُعرَّف الإنكار في سياق حماية المستهلك، بأنه استخدام الأساليب البلاغية والتكتيكات القابلة للتنبؤ للدفع بالعقبات أمام النقاش والنظر في أي نوع من الإصلاح، بغض البصر عن الحقائق. وضعت إدارة بوش خبراءَ وعلماء على صلة بالصناعة بدل مستشاري العلم السابقين، ورفضت عرض بروتوكول كيوتو للتصديق عليه نتيجة الشكوك التي أكدوا على وجودها في موضوع التغير المناخي، وهو الأمر الذي استشهدت به الصحافة مثالًا على الإنكار المرتبط بالدافع السياسي.

### التطور
ربما يندفع الأفراد تحت تأثير المعتقدات الدينية إلى إنكار صحة النظرية العلمية للتطور. فما زال التطور يؤخذ بوصفه حقيقة مسلّم بها داخل المجتمع العلمي في الدوائر الأكاديمية، إذ يكون مستوى دعم التطور أمرًا عالميًا بشكل أساسي، إلا أن هذه الرؤية تواجهها الأصولية الدينة بالرفض. وتُقدم غالبًا وجهة النظر البديلة من خلال التفسير الحرفي لقصة الخلق في سفر التكوين في الكتاب المقدس. فمعظم المسيحيين الأصوليين يعلمون نظرية الخلق كما لو كانت حقيقة مستمدة من علم الخلق والتصميم الذكي. وتشمل المعتقدات التي تنسجم عادة مع نظرية الخلق، على الاعتقاد في أسطورة الفيضان العالمي ومركزية الأرض والاعتقاد بأن عمر الأرض يقع بين 6000 إلى 10000 سنة فقط. ويُنظر إلى تلك المعتقدات داخل المجتمع العلمي بوصفها علمً زائفًا، وتُعتبر غير صحيحة على نطاق واسع. VV

### الأرض المسطحة
ما زال الإيمان الباطن بأن الأرض مسطحة، وإنكار جميع الأدلة الساحقة التي تدعم كروية الأرض التي تدور حول محورها وتدور حول الشمس، لا يزال مستمراً حتى القرن الحادي والعشرين. أنصار الحديث عن الأرض المسطحة يرفضون قبول أي نوع من الأدلة التي تخالف رايهم، نافيين كل المركبات الفضائية والصور من الفضاء، واتهام جميع المنظمات وحتى المواطنين العاديين بالتآمر على «اخفاء الحقيقة». كما يزعمون أنه لا توجد أقمار صناعية فعلية تدور حول الأرض، وأن محطة الفضاء الدولية مزيفة، وأن هذه أكاذيب من جميع الحكومات المشاركة في هذا التستر الكبير.
يدعو أعضاء من جمعية الأرض المسطحة للتصديق بأن الأرض ليست كروية وإنما مسطّحة، فهم يجدون بأن التجول على سطح الأرض يبدو كالسير على أرضٍ مستوية، لذلك يعمِدُ هؤلاء إلى دحضِ الأدلّة التي تُثبِت عكس نظريتهم، حيث ينظرون إلى صور الأقمار الصناعية للأرض الكروية الشكل على أنها افتراءات لمؤامرة الأرض الكروية مدبرة من قبل ناسا والوكالات الحكومية الأخرى.
يؤكد المؤمنون بالارض المسطحة أنه لا يُسمح لأحد بالطيران فوق أو استكشاف القارة القطبية الجنوبية، على الرغم من الأدلة المخالفة. يبدو أن هؤلاء الناس مصدقون حقاً بكون الأرض مستوية، ويظهر هذا من خلال الجهد المبذول من قبل أعضاء الجمعية في نشر هذه النظرية على موقعهم الإلكتروني، والدفاعات الكثيرة عن اعتقادهم والتي ينشرونها في اللقاءات الإعلامية وعلى تويتر.
عند ربطه بظواهر ملحوظة أخرى مثل الجاذبية وغروب الشمس والمد والجزر والكسوف والمسافات وغيرها من القياسات التي تتحدى نموذج الأرض المسطحة، يستبدل أصحاب المطالبات التفسيرات المقبولة عمومًا بنماذج مجزأة تشوه أو تبسط بشكل مفرط المنظور والكتلة والطفو والضوء أو غيرها من النظم المادية. نادراً ما تتوافق هذه البدائل الجزئية مع بعضها البعض، تاركةً أخيرًا العديد من المطالبين بالأرض المسطحة ليوافقوا على أن هذه الظواهر تظل «ألغاز» وأن هناك المزيد من التحقيقات التي يتعين القيام بها. في هذا الاستنتاج، يظل الملتزمون مفتوحين لجميع التفسيرات باستثناء نموذج الأرض الكروي المقبول بشكل شائع، مما يحول النقاش من الجهل إلى الإنكار. تتمسك نظرية الأرض المسطحة بكون الأرض عبارة عن قرص تقع الدائرة القطبية الشمالية في مركزه، أما القارة القطبية الجنوبية وهي جدار ثلجي بارتفاع 150 قدماً فتحيط بحافة هذا القرص، وعلى حد قولهم، يقوم موظفو ناسا بحراسة هذا الجدار الجليدي لمنع الناس من تسلقه والوقوع عن القرص.

### الأغذية المعدلة وراثيا
هناك إجماع علمي  أن الأغذية المتوفرة حاليًا والمستمدة من المحاصيل المحورة وراثياً لا تشكل خطراً أكبر على صحة الإنسان من الأغذية التقليدية،  لكن يحتاج كل طعام معدلة وراثياً إلى اختباره على أساس كل حالة على حدة قبل التقديم. ومع ذلك، فإن نظرة الجمهور أقل احتمالا بكثير من نظر العلماء للأغذية المحورة وراثيا على أنها آمنة. يختلف الوضع القانوني والتنظيمي للأغذية المعدلة وراثيا حسب البلد، حيث تحظرها بعض الدول أو تقيدها، والبعض الآخر يسمح لها بدرجات مختلفة.
ومع ذلك، اعترض المعارضون على الأطعمة المعدلة وراثيا على أساس السلامة. تشير التحليلات النفسية إلى أن أكثر من 70٪ من معارضي الأغذية المعدلة وراثياً في الولايات المتحدة «مطلقون» في معارضتهم، ويشعرون بالاشمئزاز من فكرة تناول الأطعمة المعدلة وراثياً، ولديهم «دليل غير ملموس».

### الستاتين
إنكار الستاتين هو رفض للقيمة الطبية للستاتين. علّق ستيفن نيسن، طبيب القلب في كليفلاند كلينك، «إننا نخسر المعركة من أجل قلوب وعقول مرضانا إلى مواقع الويب...»  للترويج للعلاجات الطبية غير المثبتة. يرى هارييت هال مجموعة «إنكار ستاتين» تتراوح بين الادعاءات العلمية الزائفة إلى التقليل من الفوائد والإفراط في تقدير الآثار الجانبية، وكل ذلك يتعارض مع الأدلة العلمية.

## تاريخي

### المحرقة
تم استخدام المصطلح ل إنكار الهولوكوست " باعتباره "رفض قبول حقيقة يمكن التحقق منها تجريبياً. إنه إجراء غير منطقي بشكل أساسي يحجب التحقق من تجربة أو حدث تاريخي. "  إنكار الهولوكوست هو مجموعة فرعية من إنكار الإبادة الجماعية، وهو شكل من أشكال الإنكار بدوافع سياسية.

### مذبحة سريبرينيتسا
أشارت سونيا بيسيركو، رئيسة لجنة هلسنكي لحقوق الإنسان في صربيا، وإدينا بيشيرفيك، كلية الدراسات الجنائية والإجرامية والأمنية بجامعة سراييفو إلى ثقافة إنكار مذبحة سريبرينيتشا في المجتمع الصربي، بأشكال عديدة ويتواجد بشكل خاص في الخطاب السياسي والإعلام والقانون والنظام التعليمي.

## الهوامش
- «1»: في الإنكليزية مصطلحان، فرّق بينهما الباحث ديديه فاسين، الأول denial يقابله الإنكار الذي هو جحود أمر واقع وتكذيبه، والمصطلح الثاني Denialism هو موقف فكراني يتصف صاحبه بإنكار الحقائق مستعملاً الجدال البليغ وافتراض المؤامرة.[56]